# 知子罗村
知子罗村是中华人民共和国云南省怒江傈僳族自治州福贡县匹河怒族乡的一个行政村，下辖3自然村、13村民小组。1954年至1974年间为怒江州的州府驻地，1986年碧江县撤销前是县城所在，碧江县撤销后县城废弃，降为行政村。

## 地名
知子罗为傈僳语地名，意为“好地方”；怒苏语地名称为“益味”，意为“富裕的地方”:27。

## 历史
历史上属丽江土司管辖范围，丽江土司改土归流后，由兰坪下烟村原丽江土司伙头四付仪管辖，四付仪委派南安甲村伙头普庆扒向知子罗等地收贡，民间纠纷由当地民族代理人负责调解:33。民国元年（1912年），云南军都督府推军政部长李根源为陆军第二师师长兼迤西国民军总司令，李根源在大理发起“开拓怒俅”之业，成立怒俅殖边总办，第二队于4月进驻知子罗，设立知子罗殖边公署:29。民国5年（1916年）改为知子罗行政委员公署，民国21年（1932年）改为碧江设治局:29。1949年6月10日，碧江和平解放，改为碧江县:29。1950年设碧江县第一区:23。1954年8月23日，怒江傈僳族自治区成立，1957年4月改称自治州，州府驻知子罗:29。1956年设一区知子罗乡，1965年升为县属知子罗镇，1966年第一区公所迁往匹河，1969年设知子罗大队:29。随着怒江江边公路的开通，交通不便的知子罗重要性迅速下降，1974年，怒江州府迁往泸水县六库:30。1979年9月底至10月上旬，知子罗遭遇16天大雨，城内部分地带出现裂痕，县城面积0.958平方公里，危险区域达0.285平方公里，搬迁县城的请求未获上级部门同意:24。1984年，知子罗大队改为匹河区属知子罗镇:29。1986年9月24日，国务院批复撤销碧江县建制，12月25日正式撤销，知子罗随匹河区划归福贡县:30。1987年8月底，撤县搬迁工作结束后，县城周边的知子罗村民获得分房福利，住进原政府机关办公楼中。1988年区乡体制改革，改为福贡县匹河乡知子罗村:83。
近年，以“记忆之城”为卖点，当地政府试图将知子罗打造为怒江大峡谷的特色旅游小镇，已新建诸多旅游基础设施。

## 经济
2017年，知子罗村有耕地面积886亩，粮食产量380,367公斤，人均产粮376公斤，农村经济总收入549万元，人均纯收入5,376元。

## 城镇建设
截止1949年，知子罗有两幢土木结构瓦屋民房和一座四合院设治局衙门，中华人民共和国成立后开始进行城镇建设，至1986年碧江县建制撤销，共兴建房屋363幢，总建筑面积9.03万平方米:31。至今仍留有80栋单体老建筑。

## 图集

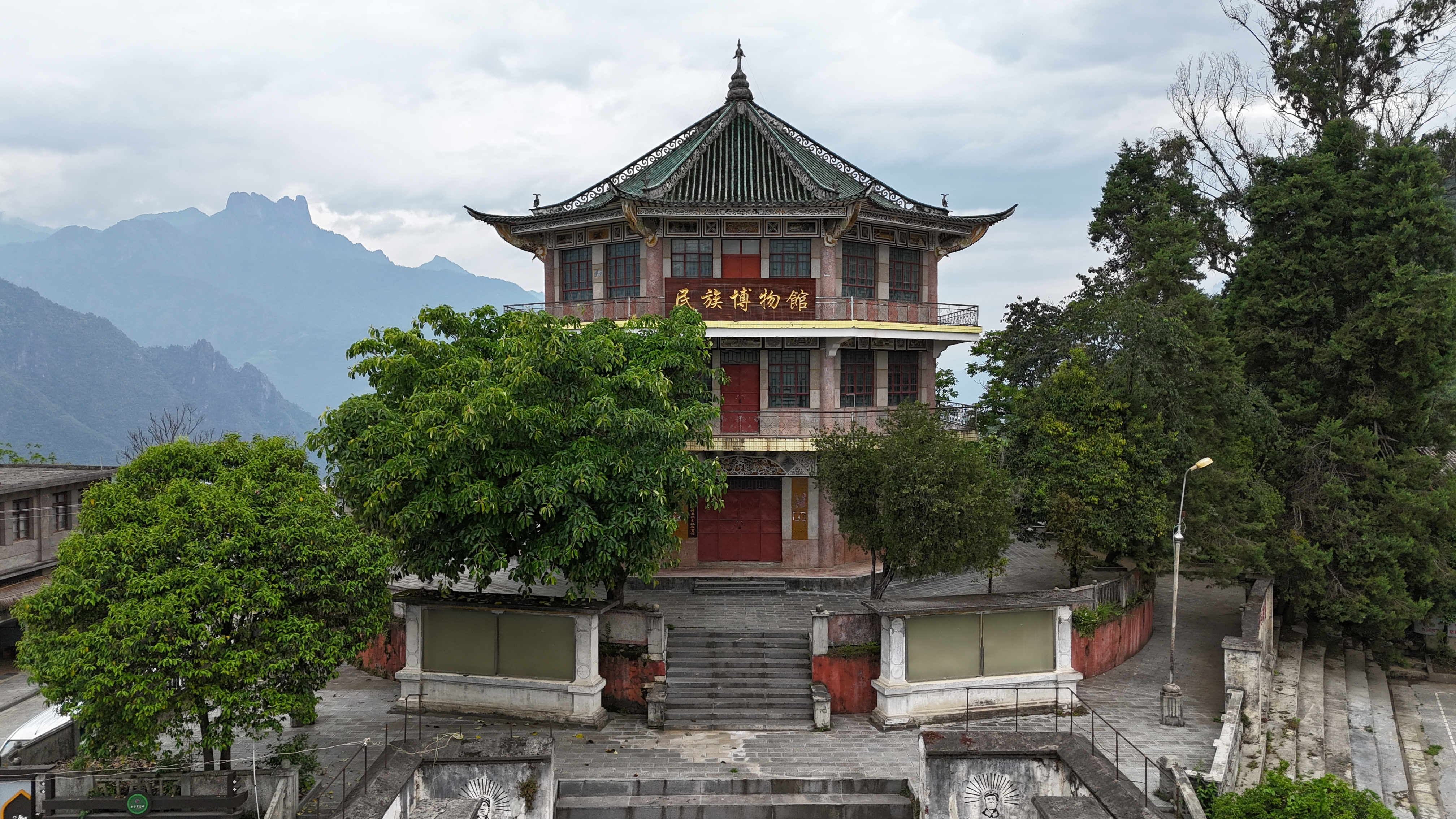
八角楼
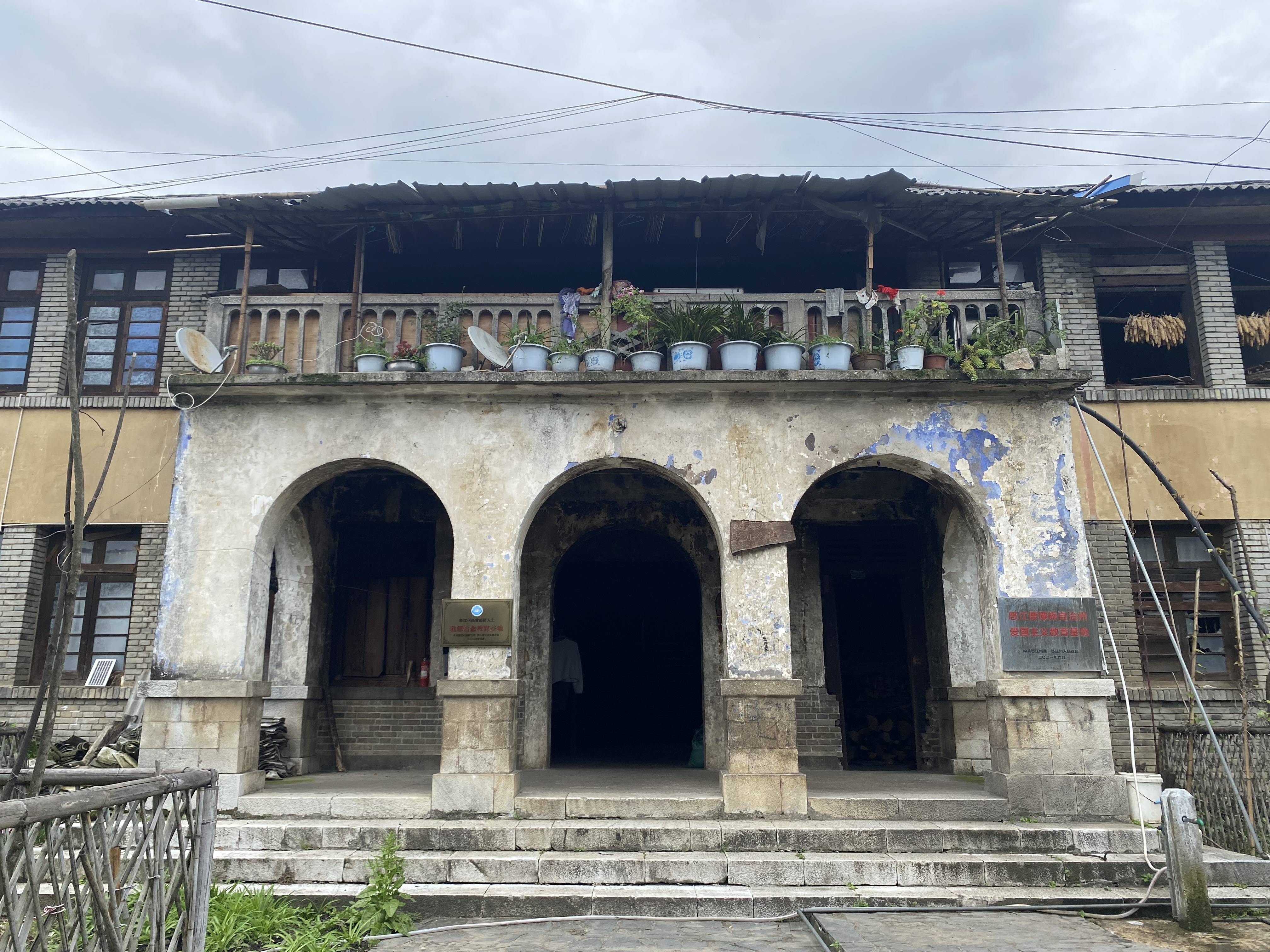
怒江州委州政府办公楼旧址
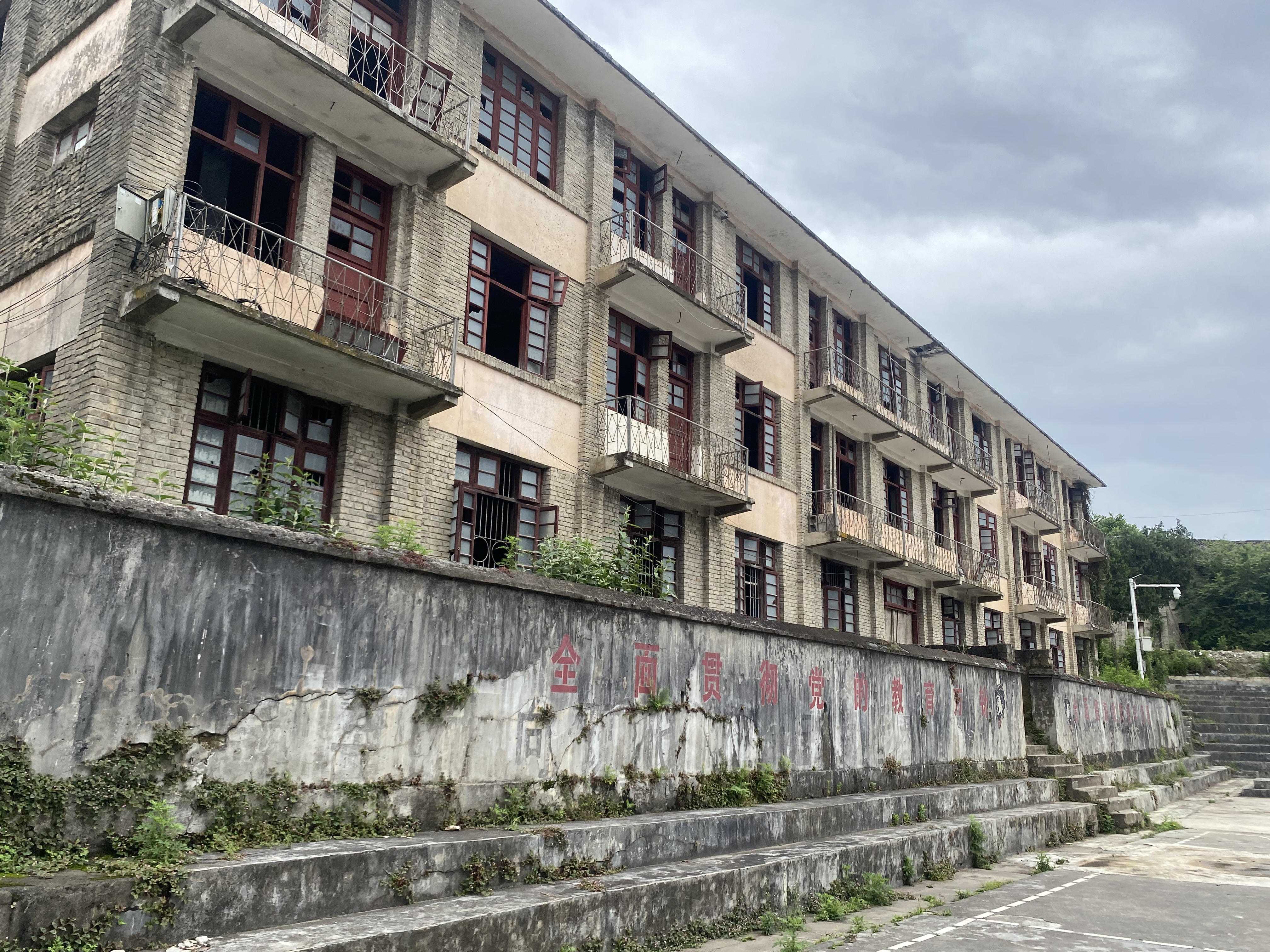
0296部队指挥部旧址
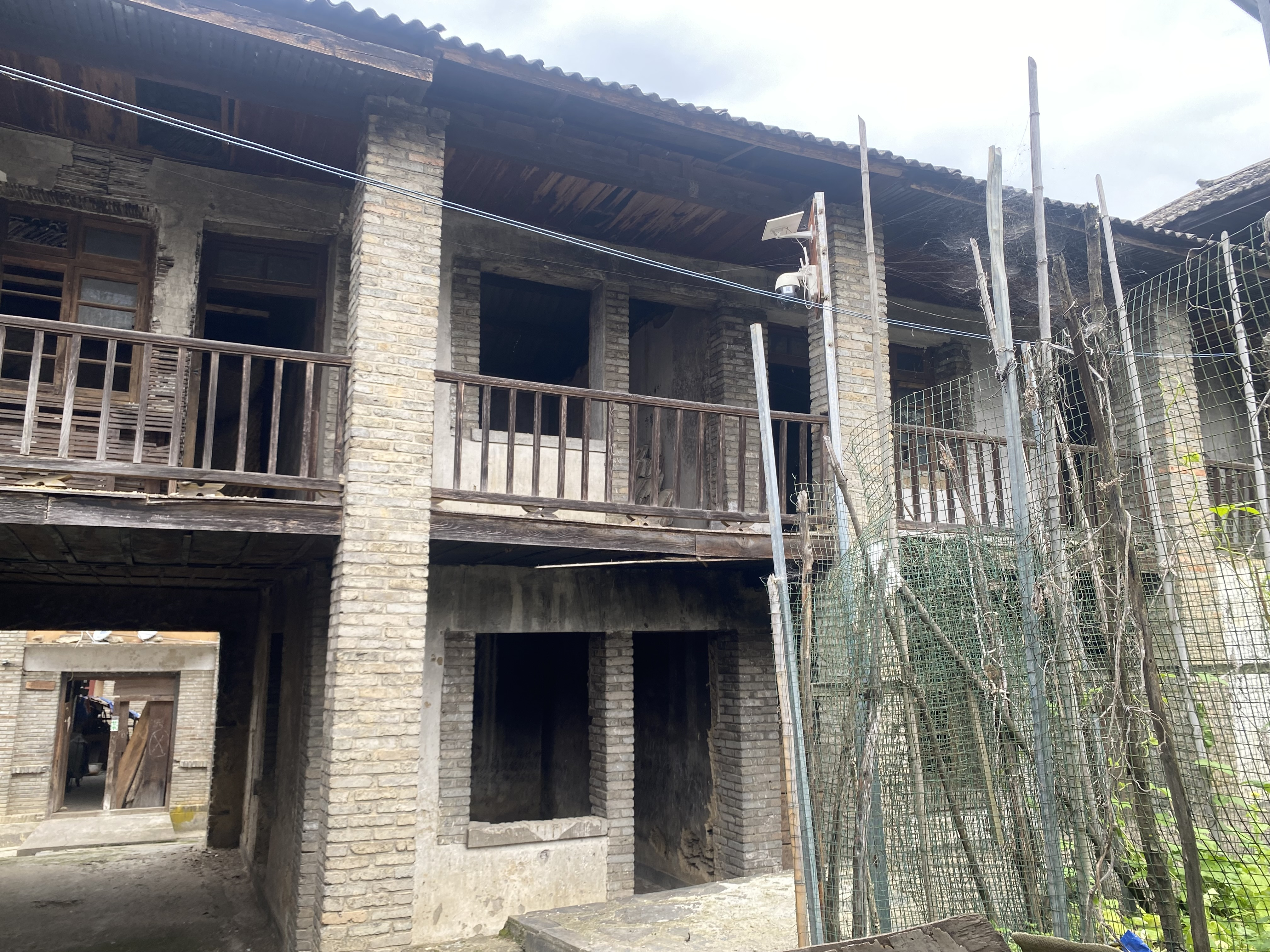
公安局旧址
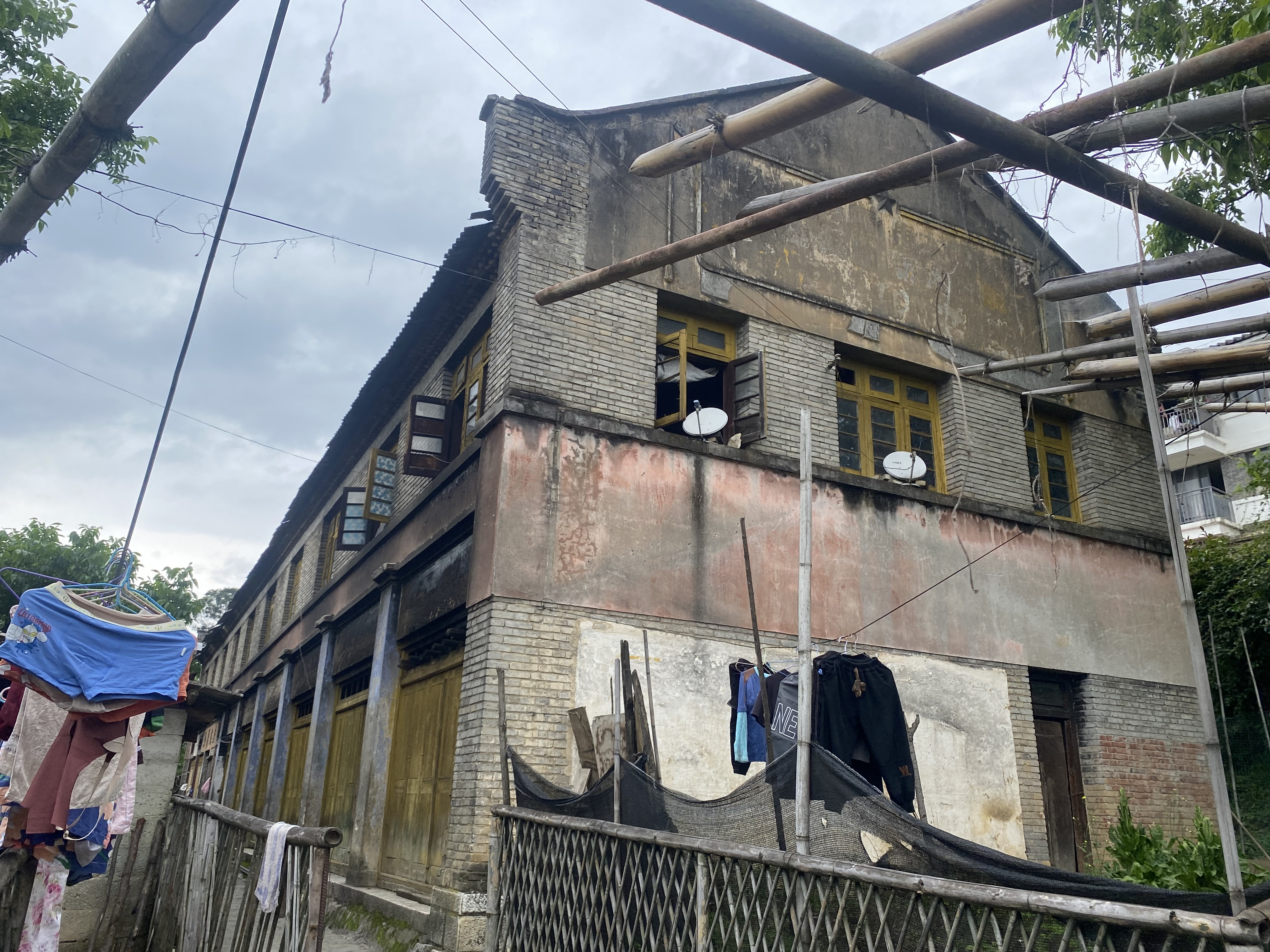
商业局旧址
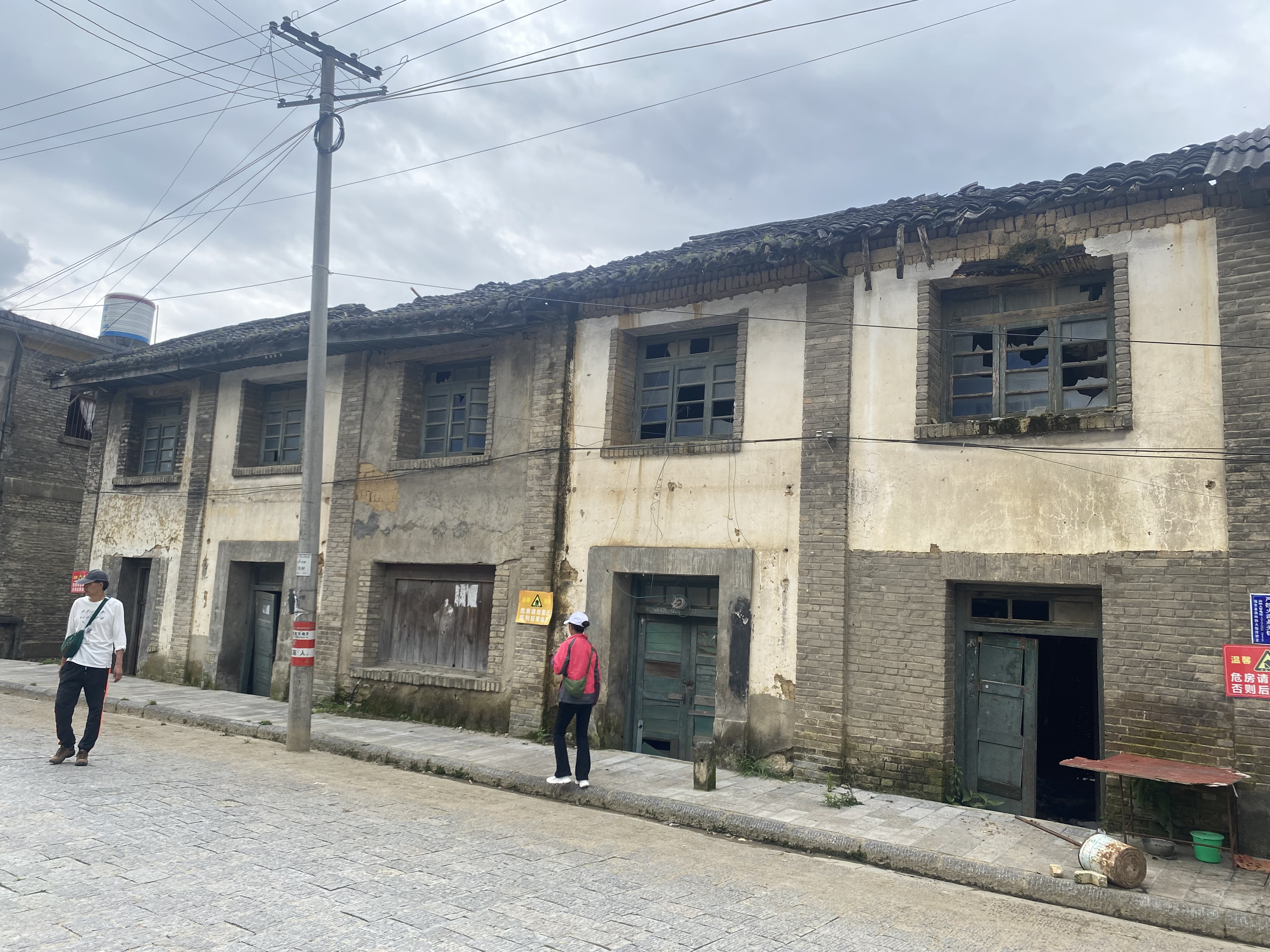
邮电局营业厅旧址
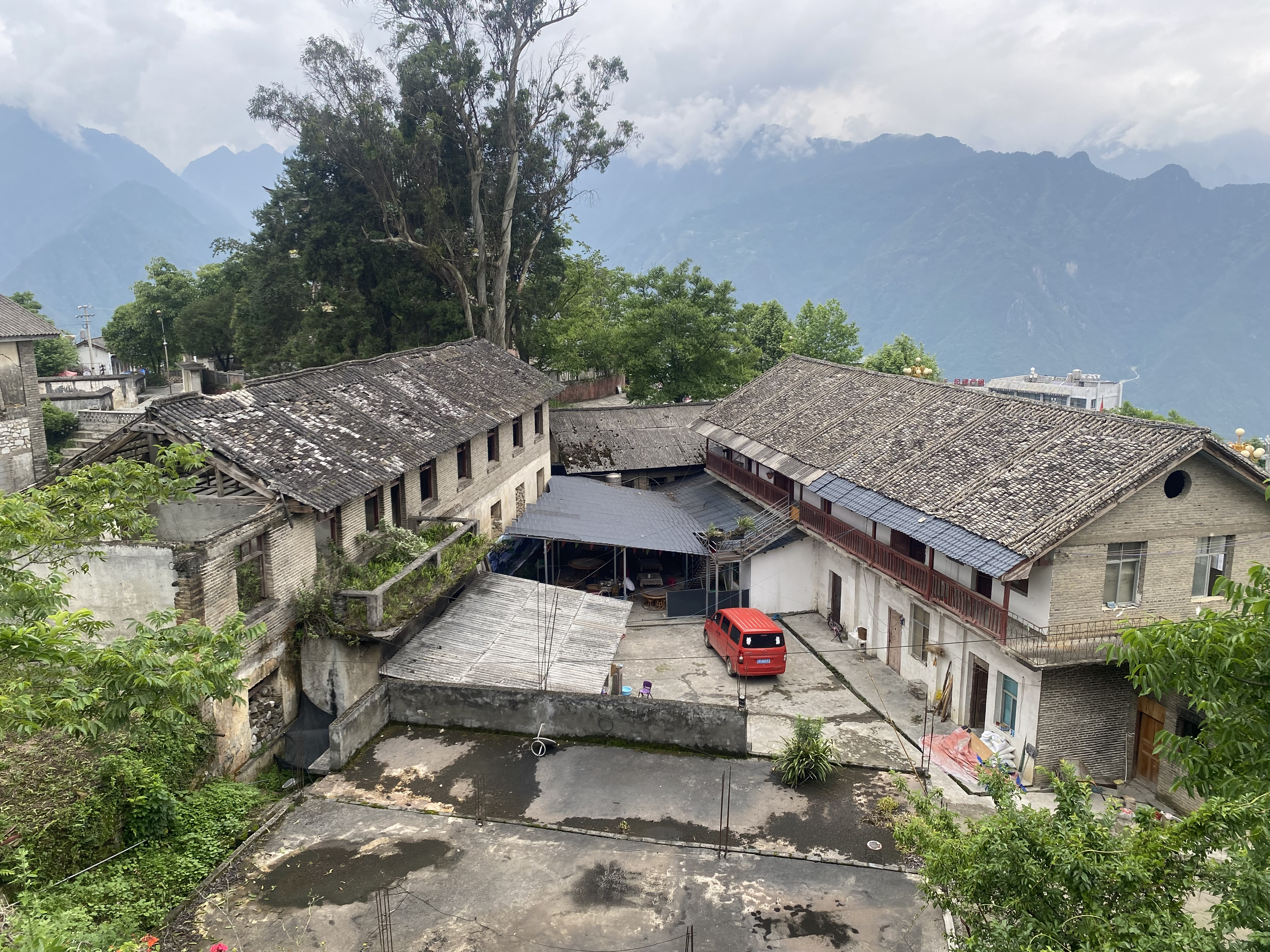
客运站、民政局旧址
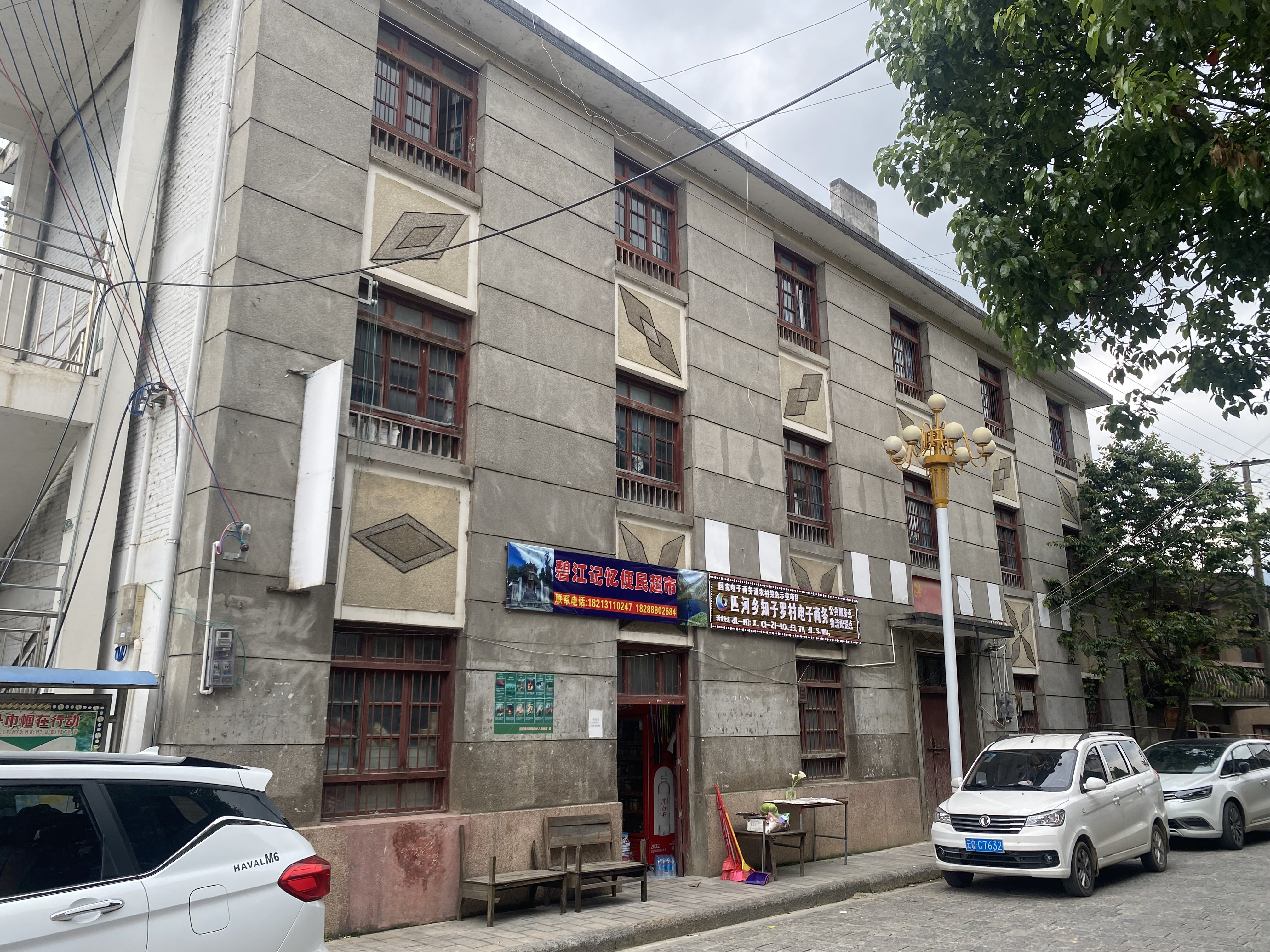
农业银行旧址
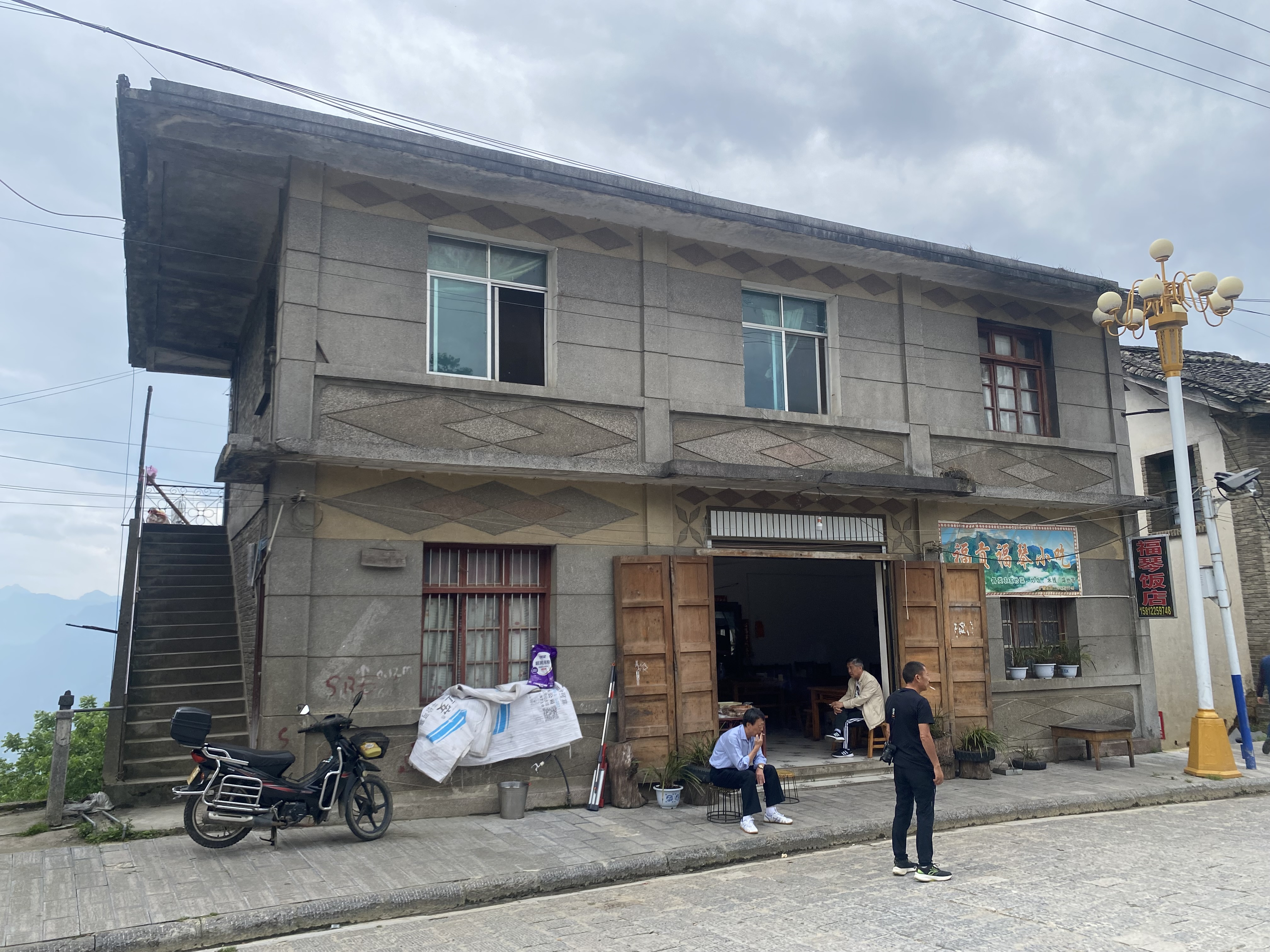
工商银行旧址
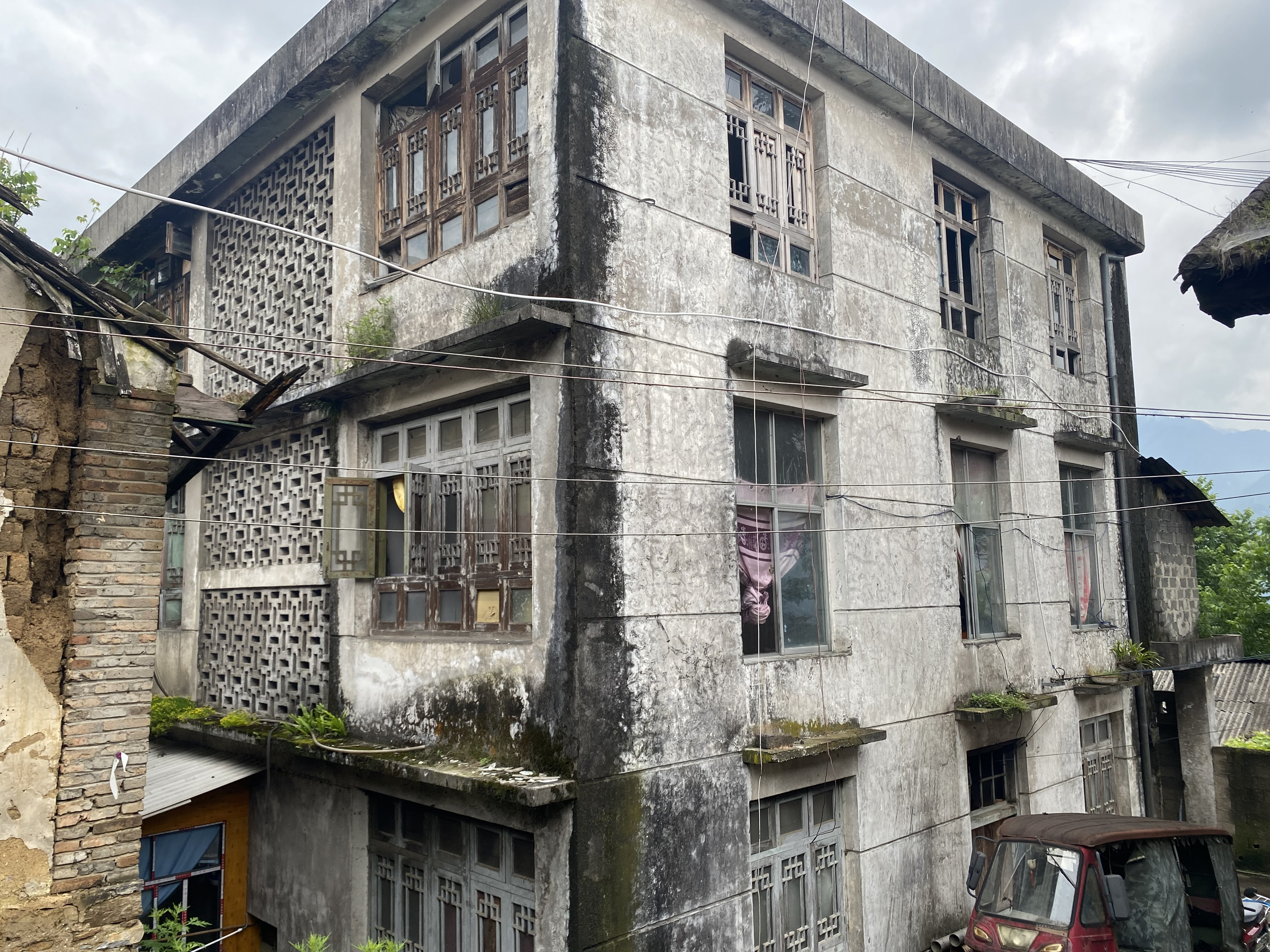
县医院旧址
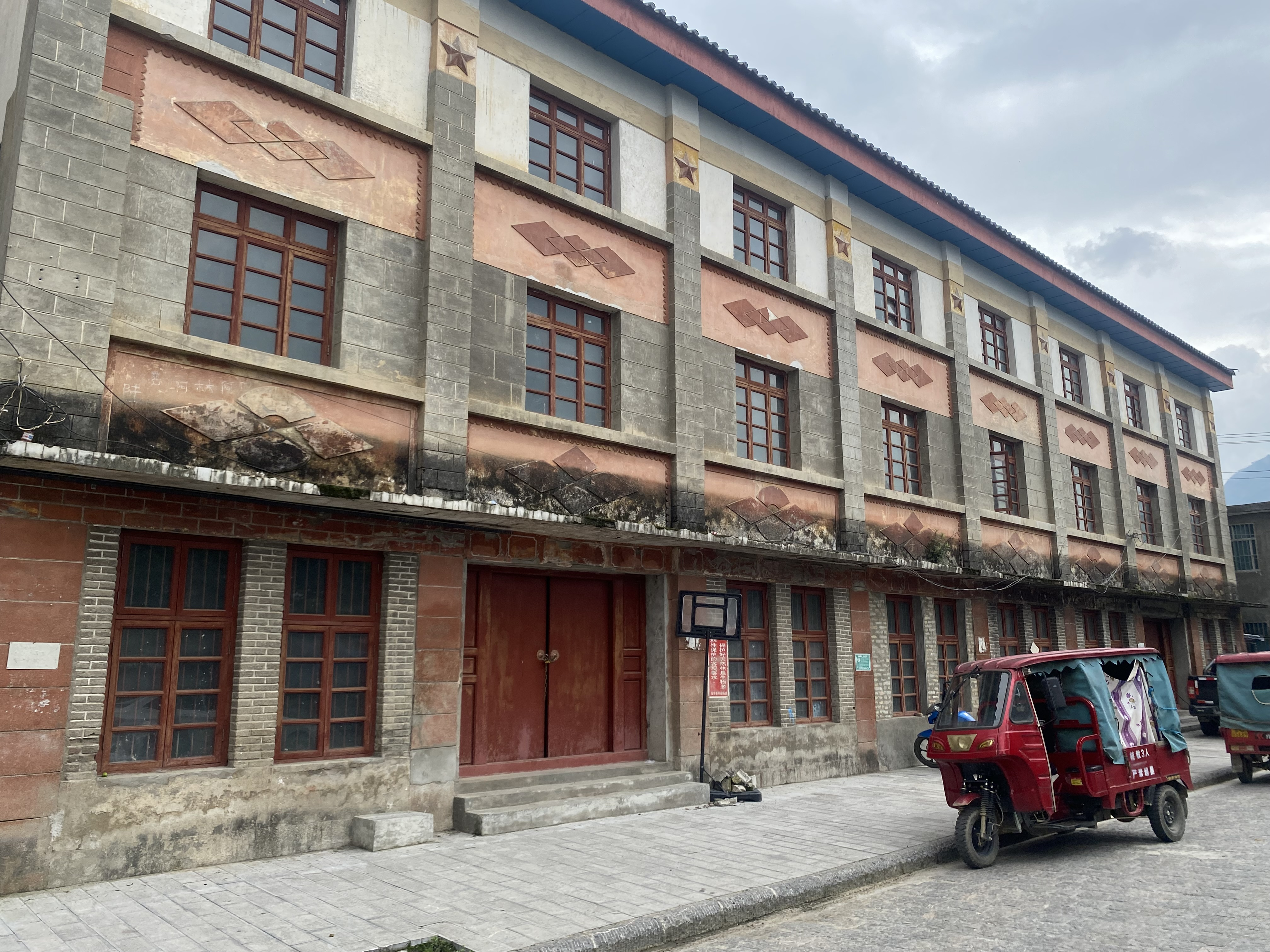
百货大楼旧址
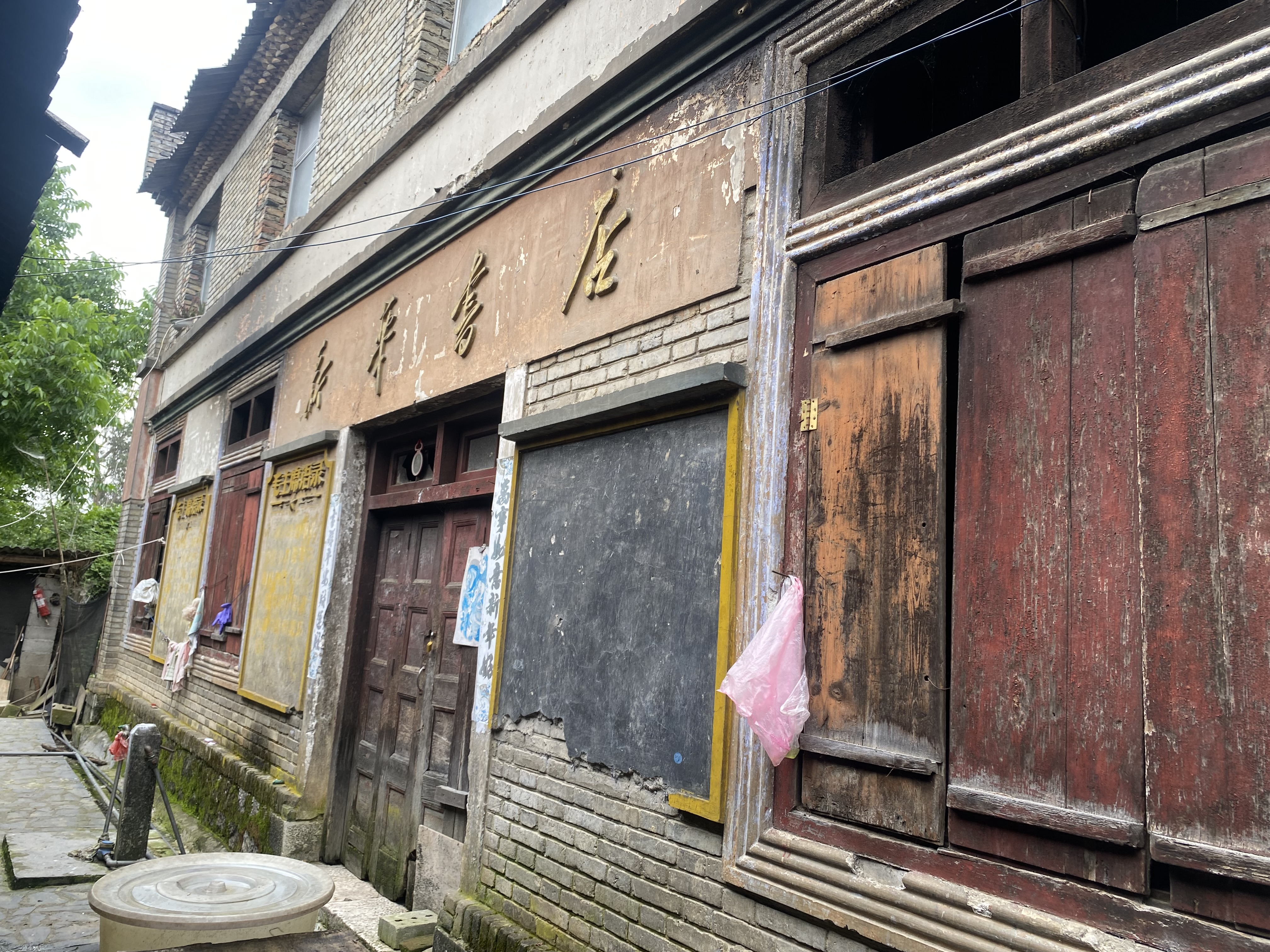
新华书店旧址
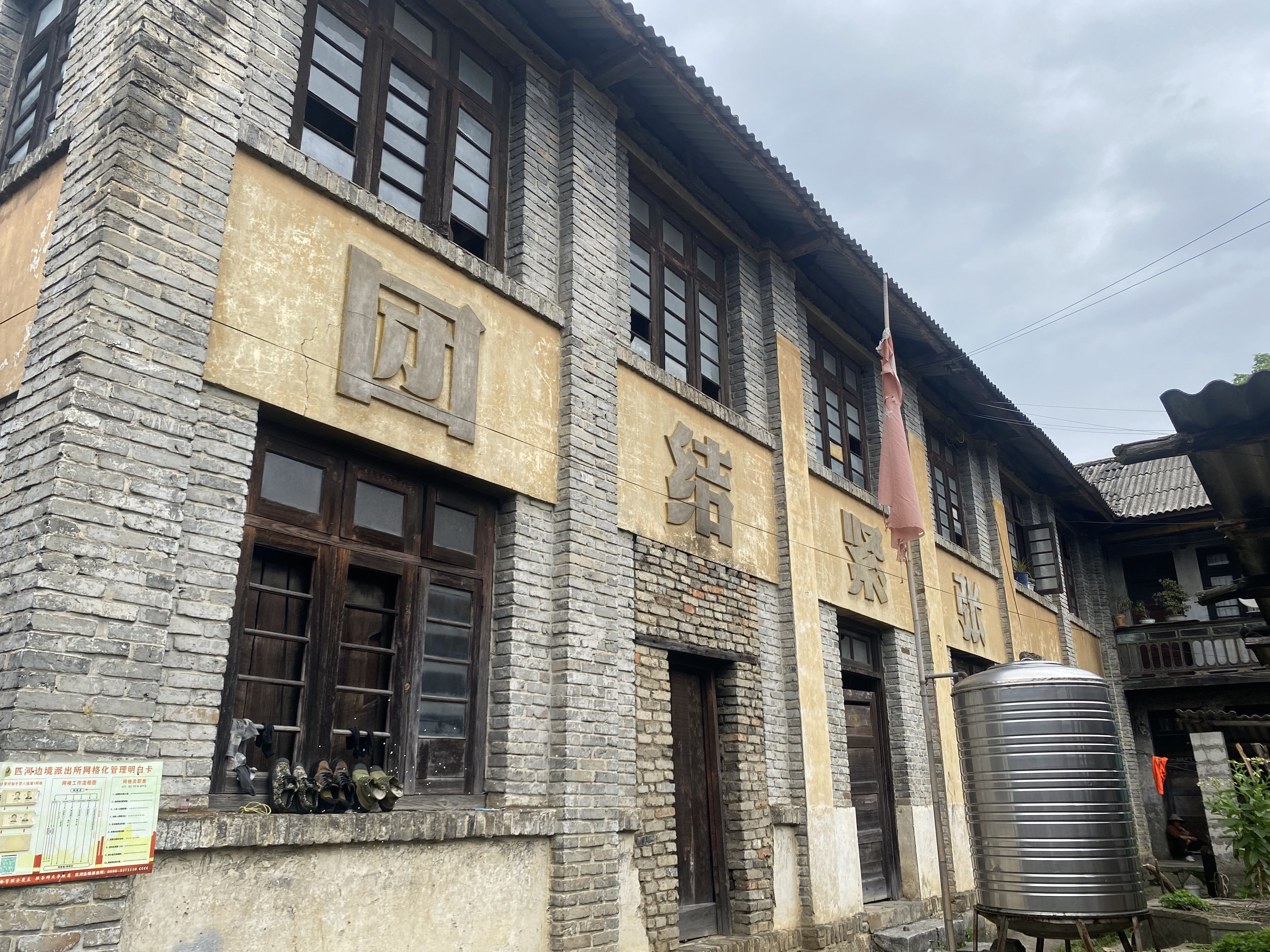
知子罗完小旧址
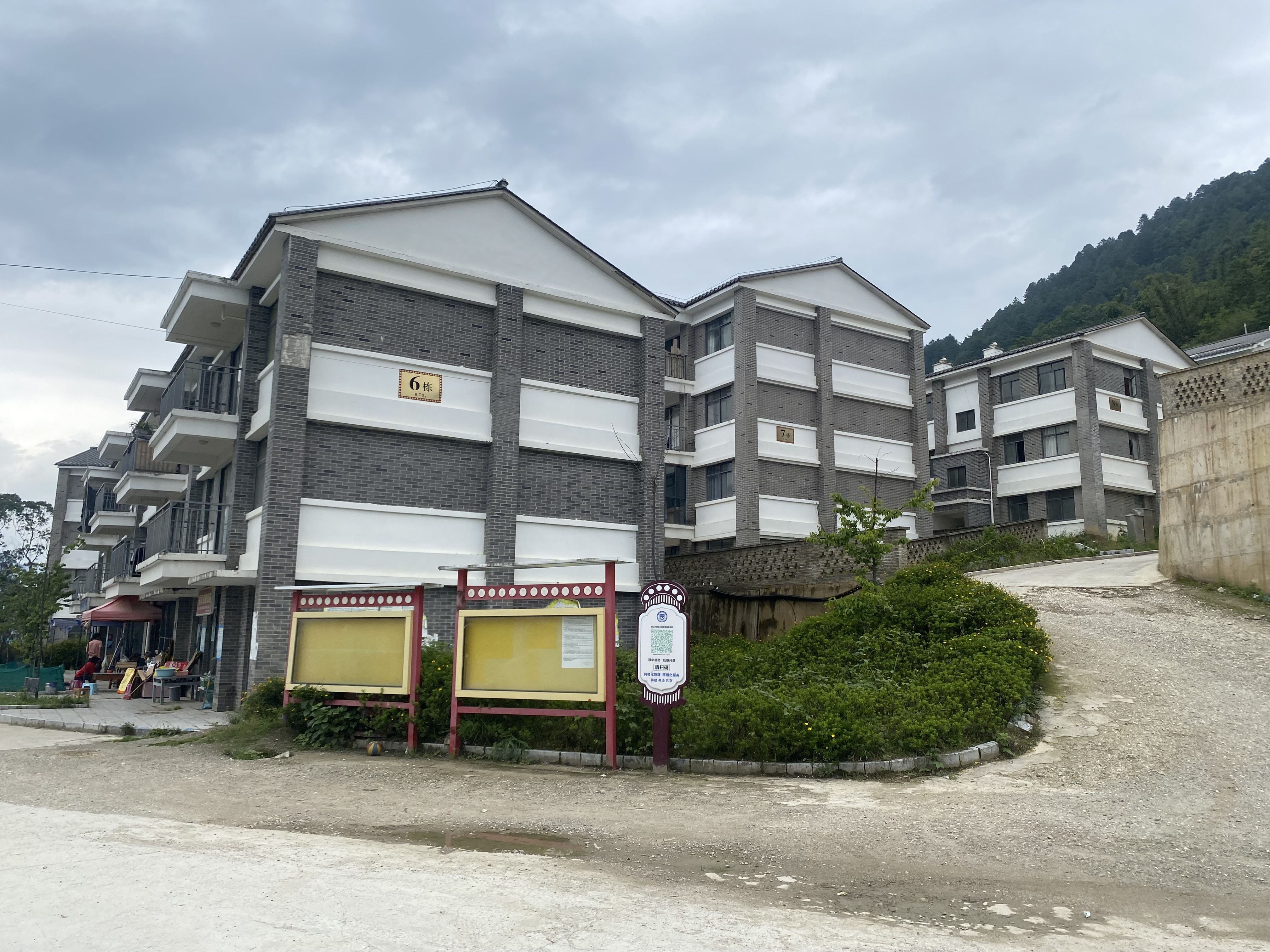
知子罗新居，知子罗村的现代住房